# Placosoma cipoense
Placosoma cipoense är en ödleart som beskrevs av  Cunha 1966. Placosoma cipoense ingår i släktet Placosoma och familjen Gymnophthalmidae. Inga underarter finns listade i Catalogue of Life.